# Рубанівка (Полтавський район)
Ру́банівка — село в Україні, в Машівському районі Полтавської області. Населення становить 115 осіб. Орган місцевого самоврядування — Старицьківська сільська рада.
Після ліквідації Машівського району 19 липня 2020 року село увійшло до Полтавського району.

## Географія
Село Рубанівка знаходиться на відстані 1,5 км від сіл Сонячне та Смородщина. Селом протікає пересихаючий струмок з загатами.